# Jan ten Holt
Jan ten Holt (Ouderkerk aan den IJssel, gedoopt 16 september 1731 - voor 21 maart 1805) was een Nederlands architect en waterbouwkundige. Hij was stadsarchitect van de stad Kampen van 1773 tot 1789. Zijn bekendste werken waren de waaiersluis en de stadsbrug over de IJssel

## Familie
Ten Holt was afkomstig uit Ouderkerk aan den IJssel, waar hij timmerman was. Hij trouwde op 22 december 1754 in Ouderkerk a/d IJssel met Ariaantje Claasdr Hogendijk. Hij had een zoon, Jan ten Holt jr., die timmerman in Kampen was en in 1790 in Amsterdam met Cornelia Hoefhamer trouwde. Jan ten Holt jr. is op 11 januari 1819 in Kampen op 56-jarige leeftijd overleden. In veel bronnen worden vader en zoon door elkaar gehaald. 
Ten Holts vrouw Ariaantje Hogendijk overleed in 1805 in Amsterdam. In het begraafboek werd vermeld dat zij weduwe was van Jan ten Holt, die dus al voor 21 maart 1805 overleden moet zijn.

## Werk
Ten Holt werd in 1773 aangesteld als stadsarchitect en fabrieksmeester (= directeur openbare werken) in Kampen en bleef dit tot 1789. 
De bekendste werken van Ten Holt zijn het ontwerp van de waaiersluis en de stadsbrug over de IJssel. Ten Holt heeft ook advies uitgebracht over de Mastenbroeker polder.
In het plaatsje Kuinre zorgde de bloei van de boterhandel ervoor dat men in 1775 een nieuwe waag annex raadhuis wilde bouwen. Voor het ontwerp werd de stadsarchitect van Kampen, Jan ten Holt  aangetrokken. In het voorjaar van 1776 is men met de bouw begonnen.

## Uitvinder van de waaiersluis

Waaierdeur als spuisluis.
1: omloopriool
2: afsluiter
3: omloopriool
4: waaierkas-/kelder
5: grote deur (6/5 × kleine deur)
6: kleine deur

De waaiersluis werd in 1778 door Jan ten Holt uitgevonden. Als stadsarchitect van Kampen moest hij het probleem van de Staphorster sluis oplossen. De scheepvaartsluis te Zwartsluis was ook een uitwateringssluis. Deze dam sloot het Meppelerdiep af van het Zwartewater. Er kon alleen geschut wanneer er water vanuit het Zwartewater het Meppelerdiep in wilde stromen. Als er veel regen gevallen was, was de waterstand in het Meppelerdiep hoog en daardoor de stroomsnelheid in de sluis zo hoog door uitstromend water dat de schepen er niet door konden. Het was dan ook eigenlijk geen echte schutsluis, maar meer een keersluis met spuifunctie. De stadsarchitecten van Zwolle, Derk Swens, en van Kampen werd om een ontwerp gevraagd, dat ter beoordeling voorgelegd zou worden  aan de destijds bekende sluizenbouwer Cornelis Redelykheid. Jan ten Holt uit Kampen kwam met de waaiersluis (die hij tegenhouder noemde). Dirk Swens uit Zwolle kwam met een toldeur. Redelijkheid vond beide oplossingen niet goed en ontwierp een sluis met  puntdeuren met extra schuiven (een systeem wat uitgevonden was door Simon Stevin of zijn zoon Hendrik Stevin). Dat ontwerp is uiteindelijk ook gebouwd. In 1808 werd deze uitvinding geclaimd door Jan Blanken die daarover publiceerde en kreeg er ook een octrooi op. Adrianus Goudriaan claimde dat dit octrooi niet terecht was en dat hij eerder met dit idee gekomen was. Hij heeft naar aanleiding van het conflict met Jan Blanken een uitgebreid boek geschreven over de Waaiersluis, waarin hij betoogd dat het idee van deze sluis niet van Blanken is. In een naschrift van dit boek meldt hij dat het idee niet van hemzelf was, maar van Jan ten Holt, die de sluis overigens geen waaiersluis maar tegenhouder noemde. In een naschrift bij dit boek (blz 245-301) legt hij omstandig uit dat het idee eigenlijk van Jan ten Holt, stadsarchitect van Kampen was. Hij schrijft hierover:

Dat, tijdens het ontwerpen der Staphorster Schutluis te  Zwartsluis, die in 1778 is gebouwd, door den toenmaligen Architect der Stad Campen, Jan ten Holt, een Project was voorgedragen van gelijke inrichting , als de Sluis door den Heer J. Blanken Jz., thans in het ligt gebracht; terwijl te gelijk ook een ander Ontwerp, met Toldeuren, door den Architect der Stad Zwolle, Derk Swens, daar voor was opgegeven: en dat beide Projecten verder ter beoordeling geven zijnde, aan den heer Cornelis Redelijkheid, door hem waren afgeraden, en een derde Plan voorgesteld, volgens welke dan ook die Sluis gebouwd en nog heden in werking is. 

Verderop in dit boek worden allerlei technische details gegeven, Goudriaan vermelt daarbij onder andere dat de originele tekening van "wijlen den Architect Jan ten Holt" in zijn bezit is. Dit bevestigt dus dat in 1809 Jan ten Holt al overleden moet zijn.

## De brug bij Kampen

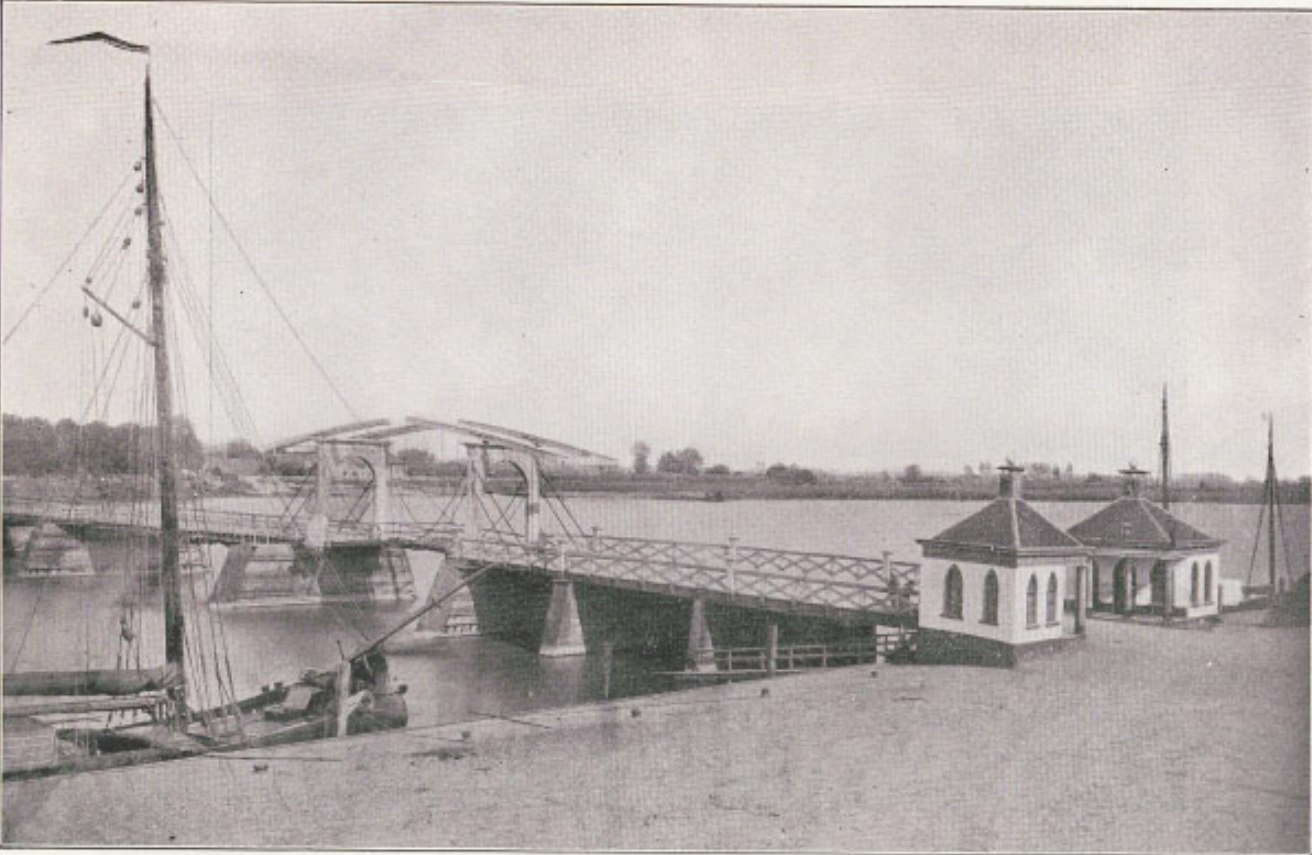
De stadsbrug bij Kampen van Jan ten Holt vanaf de stad gezien

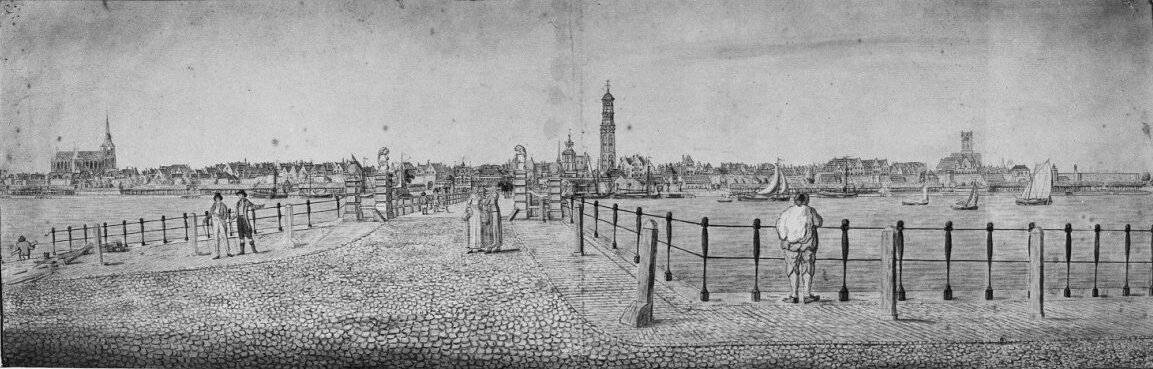
Gezicht op Kampen, tekening P. Remmers (1744-1810) in bezit van Museum Zwolle

Bij Kampen is er al eeuwen een brug over de IJssel. De eerste brug stamt uit 1448. Dit waren houten bruggen met veel pijlers, en dus kleine doorvaartopeningen. Door stromingen en ijsgang hadden deze bruggen nogal te lijden. Ze moesten daarom regelmatig vervangen worden. In 1785 moest er ook een nieuwe brug komen, en de stadsarchitect heeft daarvoor het ontwerp gemaakt. Hij maakte overspanningen van 25m en bij de Kamper oever kwam een ophaalbrug voor de scheepvaart. Het werk werd aangenomen door Sipke Jansen consorten uit Leeuwarden voor  ƒ100.000,==. Uiteindelijke kosten  waren  ƒ118.408,==. 

Reijers (p 172) beschrijft dit als (zie de tekening van Remmers) :
Het bruggenhoofd aan den rechteroever werd versierd met twee fraai gemetselde postamenten bekroond met het Kamper schild en het Kamper wapen, hebbende twee leeuwen als schildhouder.
Men had voor de overspanningen van 25 m extra zware eiken balken nodig, De houthandelaar, A.T. Zodaar, kreeg als dank daarvoor een zilveren tabakspot. Voor zijn bijzondere diensten voor de brug kreeg ten Holt een gratificatie van 100 zilveren ducatons.
Deze brug heeft het tot 1871 uitgehouden en moest toen vervangen worden. Dat ontwerp is toen door ir. Nierstrasz gemaakt. Die heeft het beweegbare deel naar het midden van de rivier verplaatst, waardoor er een grotere diepgang ontstaat.